# Un ours nommé Arthur
Pour plus de détails, voir Fiche technique et Distribution.
Un ours nommé Arthur (Un orso chiamato Arturo) est une comédie italienne réalisé par Sergio Martino et sorti en 1992.

## Synopsis
Un compositeur américain de bandes originales rencontre une belle femme qui prétend être sa plus grande admiratrice. Mais il s'avère qu'elle est un agent secret en mission. Entre les deux, il y aura de la tendresse d'une aventure à l'autre.

## Fiche technique
- Titre français : Un ours nommé Arthur[1]
- Titre original italien : Un orso chiamato Arturo[2]
- Réalisation : Sergio Martino
- Scénario : Luciano Martino, Nino Marino (it)
- Photographie : Giancarlo Ferrando (it)
- Montage : Eugenio Alabiso
- Musique : Luigi Ceccarelli
- Décors : Massimo Antonello Geleng
- Costumes : Silvio Laurenzi
- Production : Luciano Martino
- Société de production : Dania Film, Raidue, National Cinematografica
- Pays de production :  Italie
- Langue originale : italien
- Format : Couleurs
- Genre : comédie
- Durée : 95 minutes
- Date de sortie : 
  - Italie : 14 février 1992

## Distribution
- George Segal : William Nelson, dit « Billy »
- Carol Alt : Alice Goldsmith / Shirley Humphrey
- Doris von Thury : Barbara
- Stefano Masciarelli : commissaire
- Birte Berg : Dr. Fantasia / Alain Boregarde
- Haruhiko Yamanouchi : Akira
- Mattia Sbragia : Vincent
- Edmund Purdom : présentateur des Oscars
- Gianfranco Barra : Questeur
- Valeria Marini : La femme de Vincent
- David Brandon : policier Polverosi
- Mario Pedone : cuisinier
- Clara Colosimo : Maria
- Barbara Engelhardt :
- Ciro Scalera
- Monia Grauso
- Carla Lombardi
- Alessandro Resseguier